# Sonny Boy Williamson and The Yardbirds
Sonny Boy Williamson and The Yardbirds es el segundo álbum en directo de la banda británica the Yardbirds, junto con el cantante norteamericano de blues, Sonny Boy Williamson II, lanzado en 1966 por Fontana. 
El disco fue grabado en el Crawdaddy Club, en Richmond, Surrey, Reino Unido, el 8 de diciembre de 1963.
Fue producido por Giorgio Gomelsky.

## Lista de canciones
Todas las canciones compuestas por Sonny Boy Williamson II; except donde esté indicado.
Lado A
1. "Bye Bye Bird" (Williamson, Willie Dixon)
2. "Mister Downchild"
3. "23 Hours Too Long" (Williamson, Eddie Boyd)
4. "Out on the Water Coast"
5. "Baby Don't Worry"

Lado B
1. "Pontiac Blues"
2. "Take It Easy Baby"
3. "I Don't Care No More"
4. "Do The Weston" (instrumental)

## Personal
- Sonny Boy Williamson II - Voz, Armónica diatónica

The Yardbirds
- Eric Clapton - guitarra
- Chris Dreja - guitarra
- Jim McCarty - Batería
- Paul Samwell-Smith - bajo
- Keith Relf - efectos sonoros (palmadas, gritos, golpes con el pie)